# Pellegrini (Familienname)
Pellegrini (ital. „Pilger“) ist ein italienischer Familienname.

## Namensträger
- Alain Pellegrini (* 1946), französischer General
- Aldo Pellegrini (1903–1973), argentinischer Schriftsteller und Kunstkritiker
- Alessandro Pellegrini (Jesuit) (1600–1647), italienischer Jesuit und Hochschullehrer
- Alessandro Pellegrini (Philologe) (1897–1985), italienischer Philologe, Literaturkritiker, Schriftsteller und Übersetzer
- Alessandro Pellegrini (Politiker) (1938–1998), italienischer Politiker
- Alessandro Pellegrini (Fußballspieler) (* 1964), italienischer Fußballspieler
- Alessandro Pellegrini (Eiskunstläufer) (* 2002), armenischer Eiskunstläufer
- Alfred Pellegrini (1887–1962), deutscher Violinist und Komponist
- Alfred Heinrich Pellegrini (1881–1958), Schweizer Maler
- Andrea Pellegrini (Pianist) (* 1963), italienischer Pianist und Komponist
- Andrea Pellegrini (Sängerin), dänische Sängerin (Mezzosopran)
- Andrea Pellegrini (Literaturwissenschaftler) (* 1971), italienischer Literaturwissenschaftler
- Antonin Pellegrini (* 1993), französischer Skilangläufer
- Antonio Pellegrini (1812–1887), italienischer Kardinal
- Armando Pellegrini (1933–2023), italienischer Radrennfahrer
- Boris Pellegrini (* 1980), schweizerisch-italienischer Unihockeyspieler
- Carlo Pellegrini (Maler, 1605) (1605–1649), italienischer Maler
- Carlo Pellegrini (Karikaturist) (1839–1889), italienischer Zeichner und Karikaturist
- Carlo Pellegrini (Maler, 1866) (1866–1937), italienischer Maler, Zeichner und Illustrator
- Carlos Pellegrini (1846–1906), argentinischer Politiker, Präsident 1890 bis 1892
- Charles Henri Pellegrini (1800–1875), französischer Ingenieur und Maler
- Claudio Pellegrini (* 1935), italienischer Physiker
- Clementine Pellegrini (1797–1845), deutsche Opernsängerin (Kontra-Alt)
- Domenico Pellegrini (um 1600–1650), italienischer Komponist
- Federica Pellegrini (* 1988), italienische Schwimmerin
- Francesca Pellegrini (* 2004), italienische Radsportlerin
- Francesco Pellegrini (1826–1903), italienischer Historiker
- Gaetano Pellegrini (1824–1883), italienischer Agronom, Ethnologe und Lehrer
- Giovan Battista Pellegrini (1921–2007), italienischer Sprachwissenschaftler
- Giovanni Antonio Pellegrini (1675–1741), italienischer Maler
- Giovanni Battista Pellegrini (1711–1764), Priester und Bischof von Como
- Giuseppe Pellegrini (Drehbuchautor) (1925–1991), italienischer Drehbuchautor, Regisseur und Schauspieler
- Giuseppe Pellegrini (Bischof) (* 1953), italienischer Geistlicher, Bischof von Concordia-Pordenone
- Glauco Pellegrini (1919–1991), italienischer Filmregisseur
- Graham Pellegrini (* 2004), maltesischer Sprinter
- Graziella Pellegrini (* 1961), italienische Forscherin
- Ines Pellegrini (* 1954), italienische Schauspielerin
- Isodor Pellegrini (Bildhauer) (1841–1887), Schweizer Bildhauer
- Isidor Raphael Pellegrini (1871–1954), Schweizer Architekt und Bildhauer
- Juan Carlos Pellegrini (1926/1927–2014), argentinischer Manager
- Julius Pellegrini (1806–1858), italienischer Opernsänger (Bass)
- Karl Clemens von Pellegrini (1720–1796), italienisch-österreichischer Feldmarschall
- Lelio Pellegrini, italienischer Automobilrennfahrer
- Lorenzo Pellegrini (* 1996), italienischer Fußballspieler
- Luca Pellegrini (Fußballspieler, 1963) (* 1963), italienischer Fußballspieler
- Luca Pellegrini (Schwimmer) (* 1964), italienischer Schwimmer
- Luca Pellegrini (Fußballspieler, 1999) (* 1999), italienischer Fußballspieler
- Lucio Pellegrini (* 1965), italienischer Film- und Fernsehregisseur
- Luigi Pellegrini (* 1934), italienischer Mittelalterhistoriker
- Manuel Pellegrini (* 1953), chilenischer Fußballtrainer
- Mauro De Pellegrini (* 1955), italienischer Radrennfahrer
- Margaret Pellegrini (1923–2013), US-amerikanische Schauspielerin
- Nicolino Pellegrini (1873–1933), italienisch-paraguayischer Musiker
- Otmar Pellegrini (* 1949), argentinischer Fußballspieler
- Pellegrino di Tibaldo de’ Pellegrini (1527/1532–1592/1596), italienischer Maler und Architekt, siehe Pellegrino Tibaldi
- Peter Pellegrini (* 1975), slowakischer Politiker
- Piero Pellegrini (1901–1959), Schweizer Journalist, Politiker, Tessiner Grossrat und Staatsrat
- Sara Pellegrini (* 1986), italienische Skilangläuferin
- Silvia Pellegrini (* 1965), italienische römisch-katholische Theologin
- Silvio Pellegrini (1900–1972), italienischer Romanist und Mediävist
- Tobias Pellegrini (* 1996), österreichischer Fußballspieler
- Valeriano Pellegrini († 1746), italienischer Opernsänger (Sopran-Kastrat)
- Vincenzo Pellegrini (Maler) (1575–1612), italienischer Maler
- Vincenzo Pellegrini († 1630), italienischer Komponist und Kapellmeister